# هيروشي ناكانو
هيروشي ناكانو (باليابانية: 中野 洋司) (23 أكتوبر 1983 في ساغا في اليابان – )؛ هو لاعب كرة قدم ياباني سابق كان يلعب كمدافع.

## وصلات خارجية
- هيروشي ناكانو على موقع رابطة كرة القدم اليابانية للمحترفين (اليابانية)
- هيروشي ناكانو على موقع قاعدة بيانات كرة القدم.إي يو (الإنجليزية)
- هيروشي ناكانو على موقع Soccerway.com (الإنجليزية)
- هيروشي ناكانو على موقع عالم كرة القدم.نت (الإنجليزية)